# RU 800 S

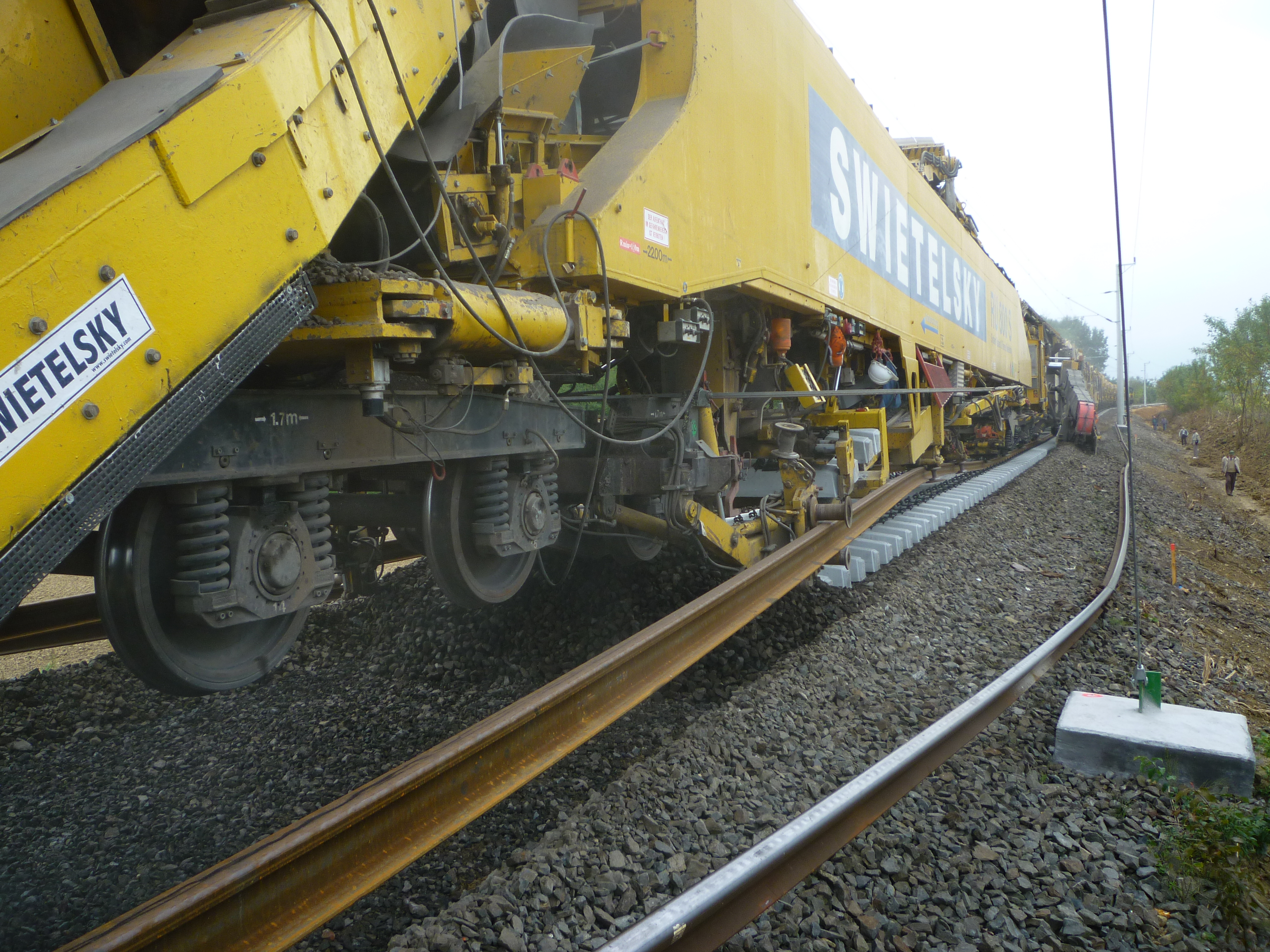
A gép munka közben a Szombathely–Szentgotthárd-vasútvonalon

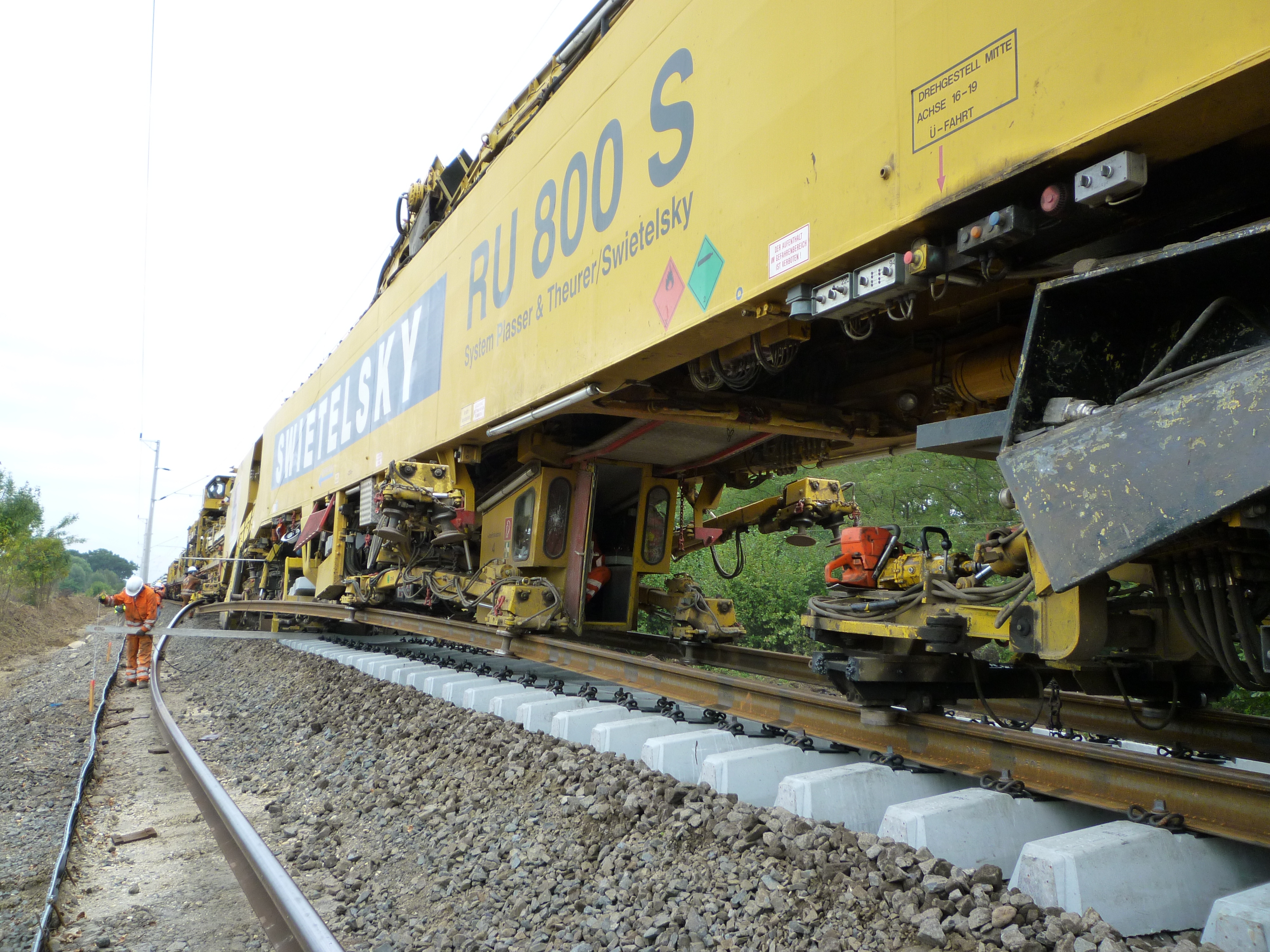
A gép munka közben a Szombathely–Szentgotthárd-vasútvonalon

A RU 800 S a világon az első olyan munkagép, amellyel a vasúti vágány átépítése egy ütemben, folyamatosan végezhető. A 177 méter (további egységekkel, így például a vasbetonalj-szállítóval kiegészülve közel 800 méter) hosszú és 692 tonna tömegű egyedi vágányátépítő gép.
A gép először felbontja a régi vágányt, kihajtja a régi sínszálakat, felszedi a régi vasúti aljakat, átrostálja az ágyazatot, amelyre új aljakat fektet le, befűzi az új síneket. A bontott aljakat vasúti kocsira rakja, s az újakat szintén vagonról építi be. A vágányátépítő gép napi 10 órás műszakban dolgozva 1500-2000 méter vonal teljes átépítésére képes.

## Alkalmazása Magyarországon
A gép először GYSEV Szombathely–Szentgotthárd-vasútvonalán, később a MÁV Budapest–Martonvásár–Székesfehérvár-vasútvonal Tárnok–Martonvásár közötti vasúti pályán dolgozott.